# 容州
容州，唐朝时设置的州。 
貞觀八年（634年）改铜州置，治所在北流县（今广西壮族自治区北流市）。以境内有容山得名。唐朝天宝、至德年间一度改为普宁郡。乾元年间恢复容州之名。元和中移治普宁县（今广西壮族自治区容县）。辖境相当今容县及北流北部地。唐朝、五代先后为容州都督府、宁远军节度使治。宋朝时，扩大至今陆川县及北流南部地。元朝至元十六年（1279年），曾改为容州路。明朝洪武十年（1377年），降为县。 
| 唐朝容州辖县 | 唐朝容州辖县 |
| ------------ | --- |
| 634年        | 北流县、普宁县、豪石县、宕昌县、南流县、陵城县、新安县、渭龙县                                                             |
| 637年        | 北流县、普宁县、豪石县、宕昌县、南流县、陵城县、渭龙县（废除新安县）                                                       |
| 649年        | 北流县、普宁县、豪石县、宕昌县、南流县、陵城县、渭龙县（增定川县、陆川县、宕川县、贺川县、欣道县、罗窦县、潭栗县）         |
| 665年        | 北流县、普宁县、豪石县、宕昌县、南流县、陵城县、渭龙县、定川县、陆川县、宕川县、贺川县、欣道县、罗窦县（潭栗县改属郁州）   |
| 668年        | 北流县、普宁县、豪石县、宕昌县、陵城县、渭龙县、贺川县、欣道县、罗窦县（南流县、定川县、宕川县改属牢州；陆川县改属东峨州） |
| 736年        | 北流县、普宁县、宕昌县、陵城县、渭龙县、欣道县、罗窦县（增陆川县，废除豪石县、贺川县）                                     |
| 742年        | 北流县、普宁县、宕昌县、陵城县、渭龙县、欣道县、罗窦县（陆川县改属温水郡）                                                 |
| 760年        | 北流县、普宁县、宕昌县、陵城县、渭龙县、欣道县（废除罗窦县）                                                               |
| 820年        | 普宁县（改治所）、北流县、陵城县、渭龙县、欣道县（宕昌县改属禺州）                                                         |
| 唐末         | 普宁县、北流县、陵城县、渭龙县、欣道县（陆川县来属）                                                                       |

## 刺史
| 唐朝容州刺史（都督） - 厉文才（貞觀年间） - 乐处元（唐高宗时） - 李孝廉（680年—683年） - 李行褒（垂拱年间） - 李元素（692年） - 张玄遇（694年） - 沈仁果（圣历年间） - 光楚客（开元初年） - 杨炎（开元年间） - 何履光（天宝年间） - 陈仁琇（约至德、乾元年间） - 李抗（约上元年间） - 侯令仪（约广德年间） - 耿慎惑（765年） - 元结（768年—769年） - 长孙全绪（769年—770年） - 王翃（770年—779年） - 杜佑（779年—780年） - 卢岳（780年—781年） - 元琇（781年—782年） - 张献恭（782年—783年） - 李复（785年—787年） - 李罕（787年—788年） - 戴叔伦（788年—789年） - 王锷（789年—794年） - 房孺复（794年—797年） | - 房济（797年—800年） - 韦丹（801年—805年） - 房启（805年—813年） - 窦群（813年—814年） - 徐俊（元和年间） - 阳旻（815年—820年） - 严公素（821年—822年） - 桂仲武（822年—825年） - 严公素（825年—827年） - 王茂元（828年—832年） - 胡沐（835年—840年） - 李景仁（842年—844年） - 韦廑（846年—848年） - 唐持（约849年、850年） - 王球（856年—857年） - 宋涯（857年—858年） - 张茵（863年—864年） - 高秦（874年—875年） - 张同（约877年、878年） - 谢肇（879年—880年） - 崔焯（880年—882年） - 何鼎（883年—892年） - 盖寓（895年—897年，遥领） - 胡真（乾宁年间） - 董彦弼（901年，遥领） - 朱友伦（903年，遥领） - 庞巨昭（905年—910年） |